# زكي كورديللو
زكي كورديللو (15 مارس 1962)؛ ممثل سوري.

## عنه
مواليد مدينة «عزاز» بحلب. خريج المعهد العالي للفنون المسرحية عام 1984. بعد التخرج من المعهد العالي عمل في المسرح القومي لمدة أربعة سنوات وقدم 20 عملاً في المسرح، الأمر الذي أدى به الانتقال إلى مهنة الإخراج في المسرح. أخذ على عاتقه الحفاظ على مسرح «خيال الظل» في «سورية» وذلك بعد وفاة آخر المخايلة «عبد الرزاق الذهبي»، فأصبح الوريث الحقيقي لمسرح خيال الظل منذ 1993. لعب العديد من الأدوار في المسلسلات التلفزيونية والأفلام السينمائية. شغل منصب مدير مسرح الحمراء بـ«دمشق» سابقا.
في تاريخ الحادي عشر من آب لعام 2012 قامت عناصر مسلحة تنتمي إلى اللجان الشعبية الرديفة للقوات النظامية السورية، بمداهمة منزل الممثل السوري زكي كورديللو، الكائن في حي دمر البلد بدمشق واعتقاله مع كل من إبنه مهيار كورديللو، الطالب في المعهد العالي للفنون المسرحية بدمشق، وعادل برازي، وإسماعيل حمودة اللذان تربطهما صلة قرابة مع زكي كورديللو.

## من أعماله

### في المسرح
قصة موت معلن - مغامرة رأس المملوك جابر - دائماً وأبداً - سفر برلك - الغول - بئر القديسين.

### في الإذاعة
ظواهر مدهشة - شخصيات روائية.
وفي السينما: الطحالب - الترحال، «دمشق يا بسمة الحزن» و«سيلينا».

### التلفزيون
شجرة النارنج، دموع الاصايل، المهر - الخيزران - النهر سلطان - شام شريف - تلك الأيام - ليل المسافرين - الذخائر - احتمالات - محاولات - اهلاً حماتي - التائب - ظل الأرض - بير الساري.

### في الدوبلاج
الفرقة م 7

## روابط خارجية
- زكي كورديللو على موقع IMDb (الإنجليزية)
- زكي كورديللو على موقع قاعدة بيانات الأفلام العربية